# ضجيج (ظاهرة طيفية)
الضجيج هو أي نوع من الإشارات العشوائية أو المزعجة أو المثيرة للمشاكل أو غير المرغوب فيها. قد يفسد الضجيج الصوتي التجربة الجمالية، مثل حضور قاعة حفلات موسيقية. وقد تكون أيضًا مشكلة طبية متأصلة في علم الأحياء السمعي.
في التكنولوجيا، الضجيج هو إشارات غير مرغوب فيها في جهاز أو آلة، وعادة ما تكون ذات طبيعة كهربائية. تُدرس طبيعة الضجيج بشكل كبير في الرياضيات وهي موضوع بارز في الإحصاء.
تقدم هذه المقالة دراسة استقصائية لمواضيع محددة مرتبطة بمقالاتها الرئيسية.

## الضجيج الصوتي

### في النقل
- ضجيج الطائرات
- ضجيج النفاثات [الإنجليزية]، الناجمة عن النفاثات عالية السرعة والتيارات الدوامية المضطربة[4]
- الضجيج والاهتزازات على السفن البحرية [الإنجليزية]
- الضجيج والاهتزاز والخشونة [الإنجليزية]، معايير جودة المركبات
- ضجيج المرور، بما في ذلك ضجيج الطريق وضجيج القطارات [الإنجليزية]

### ضجيج صوتي أخر
- الضجيج الاصطناعي [الإنجليزية] في الرياضات الجماهيرية
- الضجيج في الخلفية، في الصوتيات، أي صوت غير الصوت المُراقب
- ضجيج الراحة [الإنجليزية]، تستخدم في الاتصالات السلكية واللاسلكية لملء الفجوات الصامتة
- الضجيج الرمادي [الإنجليزية]، ضجيج عشوائي ذات طيف نفسي صوتي معدّل
- الضجيج الصناعي، ذات الصلة بتلف السمع والنظافة الصناعية
- التلوث الضوضائي، الذي يؤثر سلبا على نوعية الحياة

## الضجيج في علم الأحياء
- الضجيج الخلوي [الإنجليزية]، في علم الأحياء، التباين العشوائي بين الخلايا
- الضجيج التنموي [الإنجليزية]، الاختلافات بين الكائنات الحية التي لها نفس الجينوم
- الضجيج العصبي [الإنجليزية]، في علم الأعصاب
- الضجيج المشبكي [الإنجليزية]، في علم الأعصاب
- الضجيج النسخي [الإنجليزية]، في الكيمياء الحيوية، أخطاء في النسخ الجيني

## الضجيج في الرسوميات الحاسوبية
الضوضاء في رسوميات الحاسوب تشير إلى وظائف شبه عشوائية متنوعة تستخدم لإنشاء القوام، بما في ذلك:
- ضجيج التدرج [الإنجليزية]، تُنشأ عن طريق استيفاء شبكة من تدرجات شبه عشوائية
  - تشويش بيرلين، نوع من ضجيج التدرج طُورت في عام 1983
- ضجيج سيمبلكس [الإنجليزية]، طريقة لبناء دالة ضجيج n-الأبعاد قابلة للمقارنة مع ضجيج بيرلين
- ضجيج المحاكاة [الإنجليزية]، دالة تنشئ مجالًا خاليًا من التباعد
- ضجيج القيمة [الإنجليزية]، تُنشأ عن طريق استيفاء شبكة من قيم شبه عشوائية؛ تختلف عن ضجيج التدرج
- ضجيج الموجات الصغيرة [الإنجليزية]، بديل لضجيج بيرلين يقلل من مشاكل التعرج وفقدان التفاصيل
- ضجيج وورلي [الإنجليزية]، دالة ضجيج قدمها ستيفن وورلي في عام 1996

## الضجيج في الإلكترونيات والراديو
- الضجيج (معالجة الإشارة) [الإنجليزية]، أنواع مختلفة من التداخل
  - الضجيج (الإلكترونيات) [الإنجليزية]، المتعلقة بالدوائر الإلكترونية
    - ضجيج أرضي [الإنجليزية]، تظهر عند الطرف الأرضي لمعدات الصوت

  - ضجيج الصورة [الإنجليزية]، المتعلقة بالتصوير الرقمي
  - الضجيج (الراديو) [الإنجليزية]، التداخل المتعلق بإشارات الراديو
    - الضجيج الجوي [الإنجليزية]، الضجيج الراديوي الناجم عن البرق
    - الضجيج الكوني [الإنجليزية]، الضجيج الراديوي من خارج الغلاف الجوي للأرض

  - الضجيج (الفيديو) [الإنجليزية]، أو "الثلج" على الفيديو أو الصور التلفزيونية

## الضجيج في الرياضيات
- أي نوع من أنواع أو ألوان الضجيج [الإنجليزية] الإحصائي العديدة، مثل:
  - الضجيج الأبيض، التي لها كثافة طيفية ثابتة
  - التشويش الجاوسي، مع دالة كثافة احتمال تساوي دالة التوزيع الطبيعي
  - الضجيج الوردي [الإنجليزية]، ذات الكثافة الطيفية المتناسبة عكسيا مع التردد
  - الضجيج البراوني [الإنجليزية] أو الضجيج "البني"، حيث تكون الكثافة الطيفية متناسبة عكسياً مع مربع التردد
- الضجيج المزيف، في التشفير، إشارة اصطناعية يمكن أن تمر على أنها عشوائية
- الضجيج الإحصائي [الإنجليزية]، مصطلح عام للدلالة على الكميات المعترف بها من التباين غير المبرر في عينة ما
- ضجيج الطلقة [الإنجليزية]، ضجيج يمكن نمذجتها بواسطة عملية بواسون
- المنطق القائم على الضجيج [الإنجليزية]، حيث تكون القيم المنطقية عبارة عن عمليات عشوائية مختلفة
- طباعة الضجيج [الإنجليزية]، وهي توقيع إحصائي للضجيج المحيط، تُستخدم في قمعها

## أنواع أخرى من الضجيج
- الضجيج الكهروكيميائية [الإنجليزية]، والتقلبات الكهربائية في التحليل الكهربائي، والتآكل، وما إلى ذلك.
- ضجيج الفونون [الإنجليزية]، في علم المواد
- الضجيج الزلزالي [الإنجليزية]، الهزات العشوائية للأرض

## مقاييس شدة الضجيج
- عامل الضجيج، نسبة قدرة الضجيج الصادرة إلى القدرة الضجيج الحرارية المنسوبة
- مستوى الضجيج المحيط [الإنجليزية]، مستوى ضغط الصوت الخلفي في موقع معين
- قدرة الضجيج [الإنجليزية]، لها عدة معانٍ مرتبطة
- كثافة طيف الضجيج [الإنجليزية]، No تقاس بوحدة الواط/هرتز (Watt/Hertz)
- درجة حرارة الضجيج [الإنجليزية]، درجة الحرارة التي تنتج ضجيج شبه موصل مكافئ